# Szlepecz János
Szlepecz János vendül: Janoš Slepec (Muraszombat, 1872. június 14. – Muraszombat, 1936. június 29.) magyarországi szlovén római katolikus pap, újságíró és történetíró. Alkotásait egyaránt írta muravidéki szlovén nyelvjárásban és magyarul.
Édesapja Szlepecz Iván kovácsmester volt, édesanyja Czigány Julianna. 1896-tól, mintegy tíz éven a Szapáry család káplánja volt, miután befejezte teológiai tanulmányait Szombathelyen. 1906-ban lett szülőhelye papja. Miután Ivanóczy Ferenc, a kerület esperese elhunyt 1913-ban, helyét Szlepecz vette át és ő felügyelte a helyi elemi iskolákat, egész addig, amíg az első világháború után létrejött Szlovén–Horvát–Szerb Állam (a későbbi Jugoszlávia) birtokba nem vette a Muravidéket. Az 1919-ben kikiáltott Vendvidéki Köztársaságot nem támogatta, de a köztársaság megszállása után a kommunisták túsznak jelölték ki, amit Révész Nándor közbenjárására szüntettek meg.
1918-ban püspöki helynök volt Szombathelyen, majd 1922-ben a maribori püspök tiszteletbeli helynökké tette. Már a háború előtt cikkeket írt a Muraszombat és Vidéke, a Szombathelyi Újság, majd a Marijin list és Novine szlovén lapokba. Egyházközsége történetét is ő írta meg, de ez sosem jelent meg, még ma is kéziratban van meg Muraszombatban. Ismeretes még néhány fordítása az evangéliumokból vend nyelvre, melyek a Marijin listben jelent meg.

## Külső hivatkozás
- Szlepecz János[halott link]